# Gradski Stadion (Koprivnica)
Het Gradski Stadion is een voetbalstadion in de Kroatische stad Koprivnica. In het stadion spelen NK Slaven Belupo Koprivnica en NK Koprivnica haar thuiswedstrijden. Het stadion biedt plaats aan 4.000 toeschouwers.